# 燕子花図
燕子花図（かきつばたず）は、尾形光琳による18世紀（江戸時代）の屏風。燕子花図屏風（かきつばたずびょうぶ）とも呼ばれる。紙本金地著色（着色）。光琳の代表作である。国宝に指定されており、日本の絵画史上でも特に有名な作品の1つである。根津美術館所蔵。大きさは、縦150.9cm・横338.8cm。
|                                |  |
| 『燕子花図』（根津美術館所蔵） |  |

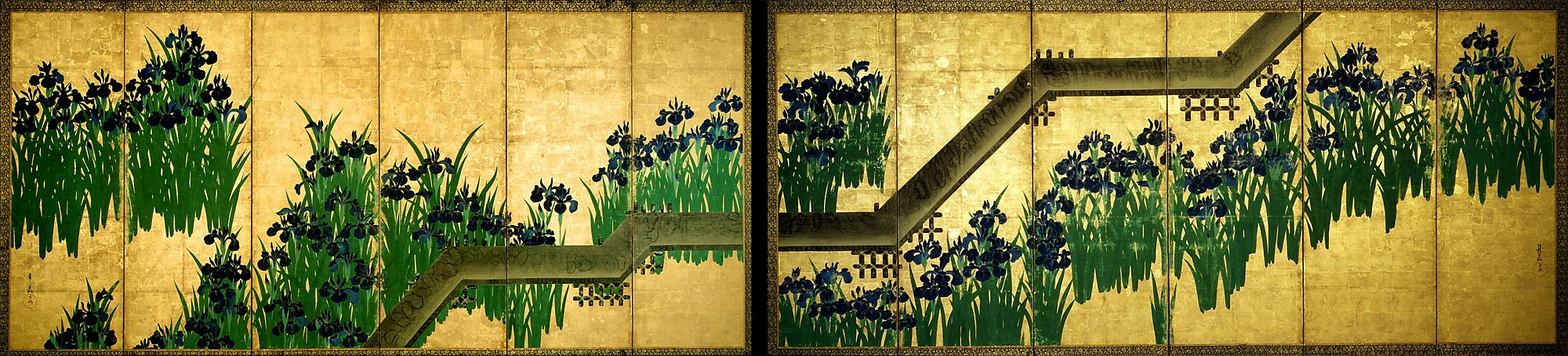
八橋図 六曲屏風一双

六曲一双屏風に、燕子花をリズミカルに配置し、その群生を群青と緑青の色で鮮烈に描いている。『伊勢物語』第9段の東下り、燕子花の名所・八つ橋では、「から衣きつつなれにし妻しあれば はるばる来ぬる旅をしぞおもふ 」との記述があり、これは本作品の背景とされる。
この作品を保存している根津美術館では、毎年春に、年に1ヶ月だけこの屏風を見られる「燕子花図屏風展」が開催されている。
なお、同じく光琳の作品である「八橋図屏風（メトロポリタン美術館蔵）」は、燕子花図と同様に金地に燕子花が描かれているが、橋がジグザグに描かれている。題材は同じである。